# 米歇尔·埃里克
米歇尔·奥鲁瓦森·埃里克（1988年6月24日—）為奈及利亞男子籃球運動員，現效力於韓國籃球聯賽昌原LG獵隼。

## 職業生涯
2023年8月1日，韓國籃球聯賽水原KT音速彈引進埃里克。
2024年8月14日，韋拉克魯斯紅鷹引進埃里克。10月3日，埃里克加盟的黎波里國民。11月8日，埃里克加盟台灣職業籃球大聯盟臺北台新戰神，中文登錄名為「艾力克」。
2025年6月27日，埃里克加盟韓國籃球聯賽昌原LG獵隼。

## 外部連結
- 米歇尔·埃里克在fiba.basketball（英语）
- 米歇尔·埃里克在NBA G聯盟官網（英语）
- 米歇尔·埃里克在歐洲籃球聯賽官網（英语）
- 米歇尔·埃里克在西班牙篮球甲级联赛官網（球員）（西班牙语）
- 米歇尔·埃里克在TBLStat.net（英语）
- 米歇尔·埃里克在VTB聯賽官網（英语）
- 米歇尔·埃里克在俄羅斯籃球協會官網（俄语）
- 米歇尔·埃里克在意大利篮球甲级联赛官網（意大利语）
- 米歇尔·埃里克在韓國籃球聯賽官網（英语）
- 米歇尔·埃里克在台灣職業籃球大聯盟官網
- 米歇尔·埃里克在Basketball-Reference.com（NBA）（英语）
- 米歇尔·埃里克在Basketball-Reference.com（NBA G聯盟）（英语）
- 米歇尔·埃里克在Basketball-Reference.com（國際）（英语）
- 米歇尔·埃里克在Sports-Reference.com（NCAA）（英语）
- 米歇尔·埃里克在Eurobasket.com（球員）（英语）
- 米歇尔·埃里克在Proballers（英语）
- 米歇尔·埃里克在RealGM（球員）（英语）
- 米歇尔·埃里克在Flashscore（英语）